# Orgoglio (film 1925)
Orgoglio è un film del 1925 diretto da King Vidor. La sceneggiatura si basa su Proud Flesh, romanzo di Lawrence Rising pubblicato a New York nel 1924.

## Trama
Fernanda, rimasta orfana dopo la morte dei suoi, periti nel terremoto di San Francisco, viene cresciuta dai suoi parenti spagnoli. Quando compie diciotto anni, don Jaime, un suo ardente ammiratore, la chiede in sposa ma lei lo respinge. La ragazza, invece, parte per la California, dove, a San Francisco, conosce Pat O'Malley, un giovane idraulico. I due si innamorano ma, quando Fernanda vede la casa di Pat e conosce sua madre, resta spiacevolmente colpita dall'ambiente modesto e dai modi rudi della signora O'Malley. Rompe con Pat, provocando la reazione dell'idraulico che la rapisce, portandola in una capanna in mezzo ai monti. Don Jaime, che li ha seguiti, libera Fernanda che se ne va con lui. Di nuovo a casa, Pat viene rimproverato dalla madre, scontenta che lui corra dietro a una ragazza di un diverso ceto sociale. L'amore tra i due giovani sembra senza speranza: ma Fernanda ritorna, confessando che non può vivere senza l'amore di Pat.

## Produzione
Il film fu prodotto dalla Metro-Goldwyn Pictures Corporation.

## Distribuzione
Il copyright del film, richiesto dalla Metro-Goldwyn Pictures Corp., fu registrato il 22 aprile 1925 con il numero LP21377.
Distribuito dalla Metro-Goldwyn Pictures Corporation e presentato da Louis B. Mayer, il film uscì nelle sale cinematografiche degli Stati Uniti il 27 aprile 1925 con il titolo originale Proud Flesh dopo essere stato proiettato in prima a New York il 12 aprile. In Italia, ottenne nell'ottobre 1925 il visto di censura numero 22100; alla pellicola venne dato il titolo italiano di Orgoglio di razza, a cui venne aggiunto il titolo alternativo di Orgoglio.
In Finlandia, il film venne distribuito il 24 maggio 1926; in Danimarca, con il titolo Hans spanske Flamme, uscì il 9 giugno 1926.

### Conservazione
Copia completa della pellicola viene conservata negli archivi del George Eastman House di Rochester, dell'UCLA e in collezioni private.